# Jordi Monomacat
Jordi Monomacat (grec medieval: Γεώργιος Μονομαχάτος, Geórgios Monomakhatos; fl. al darrer quart del segle xi) fou un militar romà d'Orient que fou pròedre dux de Dirràquion i tot Il·líria sota l'emperador Nicèfor III Botaniates (r. 1078-1081).
Fou un dels objectius de les intrigues de Boril i Germà, cortesans i confidents bàrbars de Botaniates. En un primer moment, no volia acceptar el càrrec de dux de Dirràquion, però acabà fent-ho per fugir d'aquests dos, que no deixaven de vilipendiar-lo davant de l'emperador. Les llengües viperines de Boril i Germà feren efecte sobre Botaniates, que compartí amb l'emperadriu Maria d'Alània les seves sospites que Monomacat era «un enemic de l'imperi dels romans». El mestre Jordi l'Alà fou qui advertí Jordi Monomacat que els cortesans ordien una trama en contra seu.
De camí cap a Dirràquion, es trobà amb el gran domèstic (i futur emperador) Aleix Comnè, que tornava de reprimir la revolta de Nicèfor Basilaces, predecessor de Monomacat en el càrrec, i feu amistat amb Aleix. Tanmateix, quan ja estava instal·lat com a dux de Dirràquion i havia estat informat dels preparatius de Robert Guiscard per envair l'Imperi Romà d'Orient, en comptes de mostrar fidelitat absoluta a Aleix, negocià a diverses bandes amb el mateix Robert Guiscard i Constantí Bodin, rei de Dioclea. Després de pujar al tron, Aleix, que ja no se'n fiava, envià Jordi Paleòleg a Dirràquion per desposseir Monomacat del control de la ciutat, però quan hi arribà, Monomacat ja havia fugit a la cort de Constantí. Aleix li trameté una butlla d'or garantint-li que no li passaria res de dolent si tornava al seu costat, oferta que Monomacat acceptà.